# Бурлингтон Џанкшон (Мисури)
Бурлингтон Џанкшон (енгл. Burlington Junction) град је у америчкој савезној држави Мисури.

## Демографија
По попису из 2010. године број становника је 537, што је 95 (-15,0%) становника мање него 2000. године.
| Група             | 2000.       | 2010.       |
| Белци             | 629 (99,5%) | 528 (98,3%) |
| Афроамериканци    | 0 (0,0%)    | 0 (0,0%)    |
| Азијати           | 0 (0,0%)    | 0 (0,0%)    |
| Хиспаноамериканци | 1 (0,2%)    | 5 (0,9%)    |
| Укупно            | 632         | 537         |